# Karnam Dhaman Kumar
Karnam Dhaman Kumar MSFS (ur. 16 listopada 1963 w Vijayanagaram) – indyjski duchowny katolicki, biskup Nalgonda od 2024. 

## Życiorys

### Prezbiterat
Święcenia kapłańskie otrzymał 17 października 1990 w zgromadzeniu Misjonarzy Świętego Franciszka Salezego. Pracował głównie jako dyrektor i rektor seminariów duchownych i szkół katolickich na terenie indyjskiej prowincji zakonnej. W latach 2013–2016 był radnym prowincjalnym, a w latach 2019–2024 pełnił funkcję przełożonego niemieckiej delegatury zakonnej.

### Episkopat
17 lutego 2024 papież Franciszek mianował go biskupem diecezjalnym Nalgonda.
30 kwietnia 2024 otrzymał święcenia biskupie w Nalgonda. Udzielił mu ich kardynał Anthony Poola. 